# Franky Zapata

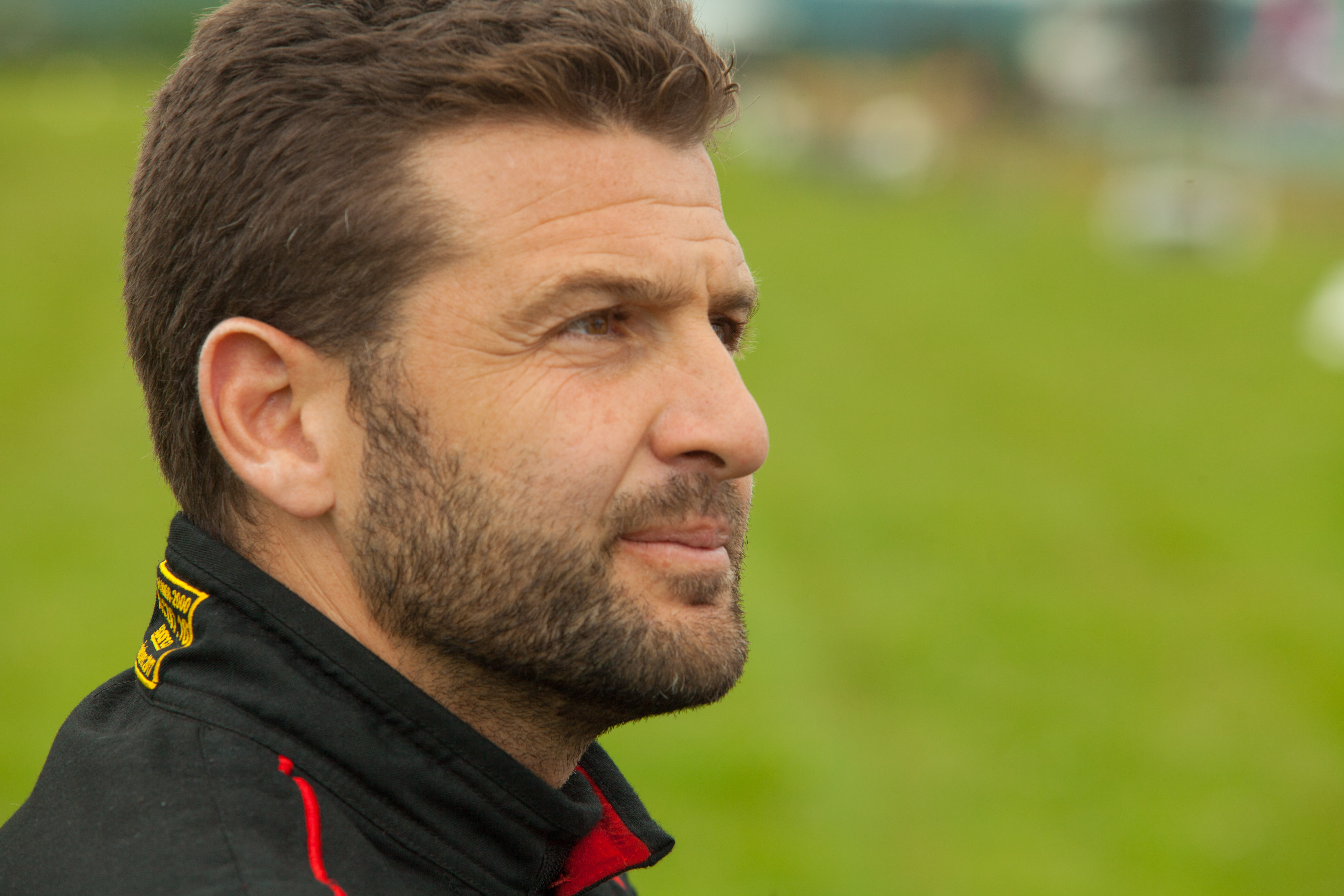
Franky Zapata, 2019

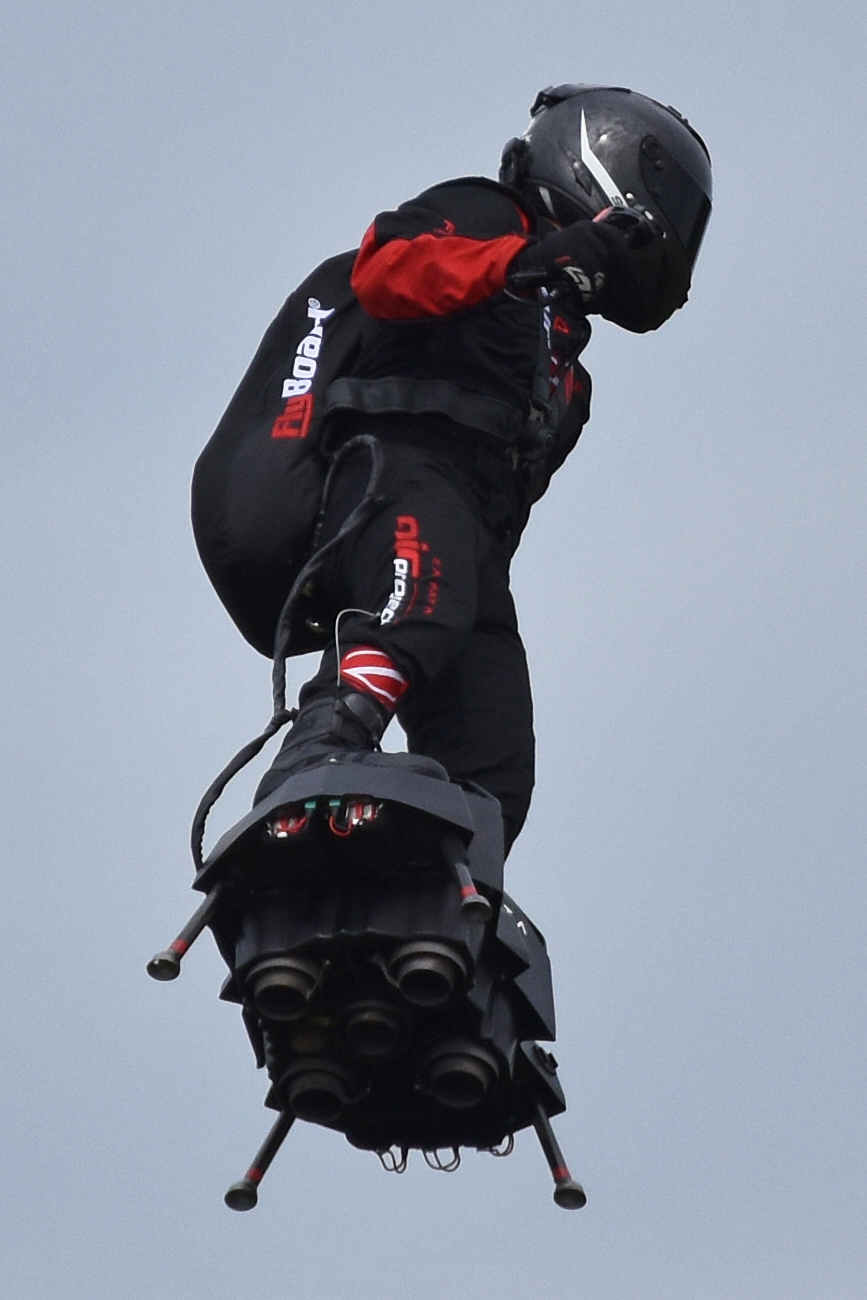
Franky Zapata auf einem Flyboard Air, 2019

Franky Zapata (* 27. September 1978 in Marseille) ist ein französischer professioneller Jetski-Pilot. Er ist Erfinder des Flyboards, des Flyboards Air und seiner militärischen Ausführung EZ Fly.

## Biographie
Zapata lernte 1996 im Alter von 17 Jahren Jetski zu fahren. Er absolvierte eine Ausbildung als Mechaniker. Er nahm an Wettbewerben teil und gründete mit seinem Vater Claude Zapata das PWC-Wettbewerbsteam Zapata Racing 1998 (PWC = personal watercraft = Jetski). Er gestaltete Schalen, Lenkungen, Arm- und Sattel-VNM (VNM = véhicule nautique à moteur = Jetski) und tunte Maschinen für Jetski-Rennen. Mit 6 Europameisterschaften und 2 Weltmeistertiteln F1 RUN World Champion, viel Erfahrung in der VNM-Welt und Expertise im Hydro-Antrieb wurde das Zapata Racing-Team 2008 zur offiziellen Marke von PWC-Produkten.
Er begann mit der Entwicklung des durch den Rückstoß eines Wasserstrahls angetriebene Flyboards, um die perfekte Fusion zwischen Wakeboard, Surf, Kitesurf und Jetski-Freestyle zu erreichen. Nach mehreren Prototypen gelang es ihm schließlich 2011, das Flyboard mittels Unterfußantrieb und einer Handstabilisierung in der Luft zu stabilisieren. Nach der Patentierung der Erfindung beim französischen Institut national de la propriété industrielle präsentierte er das Flyboard erstmals während der Weltmeisterschaft in China. Die ersten Flüge wurden aufgezeichnet und auf YouTube veröffentlicht. Zapata Racing verkaufte innerhalb von sechs Monaten mehr als 1.500 Flyboards weltweit. Flyboard wurde zu einer eigenständigen Sportart.
Es folgten die Entwicklung und Vermarktung von weiteren hydrogetriebenen Maschinen: Hoverboard von ZR (= Zapata Racing), Jetpack von ZR.
Im April 2016 stellte Zapata das Flyboard Air vor – ein mit vier Mikro-Turbinen angetriebenes und mit Stabilisatoren ausgestattetes Flug-Surfbrett, das den Piloten mit ca. 140 km/h ca. zehn Minuten lange Flüge ermöglichen sollte.
Im März 2017 kam es zu einem Zwischenfall, als Zapata mit dem Flyboard Air unweit des Flughafens Marseille und der Firma Airbus Helicopters in Marignane flog. Dadurch kam es zu Auseinandersetzungen mit der dortigen Luftfahrtbehörde, da das automatisch fliegende Flyboard Air als Flugzeug gilt und daher sehr strengen Vorschriften für den Überflug des Luftraums unterliegt. Zapata hatte diese Umstände ohne Absicht verkannt und es kam zu einer offiziellen Androhung eines Flugverbots und damit auch einer Gefährdung der Weiterentwicklung seiner Projekte. Durch Kontaktaufnahme mit den zuständigen Behörden und dem Militär wurde eine Lösung gefunden, die die Fortsetzung der Entwicklung ermöglichte. Die Weiterentwicklung ist nach eigenen Angaben in den Bereichen Freizeit, Unterhaltung, Militär, Medizin und Industrie geplant.
Am 14. Juli 2019 flog er selbst das Flyboard-Air-Flugbrett während der Parade zum französischen Nationalfeiertag in Paris. Am 25. Juli 2019 versuchte er, den Ärmelkanal per Flyboard Air zu überqueren, stürzte aber beim Versuch einer Zwischenlandung, die zum Nachtanken geplant war, ins Wasser. Er wurde von Rettungskräften, die ihn begleiteten, geborgen. 10 Tage später, am Morgen des 4. August 2019, gelang ihm erstmals die Überquerung des Ärmelkanals per Flyboard Air – nordwärts binnen 22 Minuten etwa 35 km von Sangatte in Frankreich nach St. Margaret’s Bay in England mit einer Geschwindigkeit von 160 bis 170 km/h.